# کریسمس در کانوی
کریسمس در کانوی (به انگلیسی: Christmas in Conway) فیلمی تلویزیونی محصول سال ۲۰۱۳ و به کارگردانی جان کنت هریسون است. در این فیلم بازیگرانی همچون اندی گارسیا، مندی مور، مری-لوئیز پارکر، چری اوتری و ریلی اسمیت ایفای نقش کرده‌اند.